# Carl Bechstein
Carl Bechstein (1 de junio de 1826, Gotha, Alemania – 6 de marzo de 1900, Berlín, Alemania) fue un fabricante de pianos y fundador de la compañía C. Bechstein Pianofortefabrik.

## Biografía

### Juventud y primeros trabajos
Carl Bechstein nació el 1 de junio de 1826 en Gotha (Alemania). Estudió y trabajó en Francia y en Inglaterra como fabricante artesano de pianos, antes de independizarse y formar su propio negocio. Sus primeros pianos fueron construidos para otras empresas. De 1844 a 1848 trabajó en Dresde para un fabricante local de pianos y luego se trasladó a Berlín y trabajó en Klavierfabrik Perau en la calle Behrenstrasse 56. En 1849 trabajó por cuenta ajena para un contratista fabricante de pianos en París. A su vuelta a Berlín, trabajó de nuevo para Klavierfabrik Perau de 1852 a 1853.

### Creación de la compañía Bechstein
Carl Bechstein fundó C. Bechstein Pianofortefabrik el 1 de octubre de 1853 en Berlín.
Carl Bechstein intentó fabricar un pianos capaz de resistir las grandes exigencias impuestas por el virtuoso de este instrumento de aquella época, Franz Liszt. En 1857, Hans von Bülow (el yerno de Liszt) realizó la primera interpretación pública de un piano de cola Bechstein en Berlín, en la que interpretó la Sonata en Si menor de Liszt.
En 1870, con el apoyo de Franz Liszt y Hans von Bülow, los pianos Bechstein se convirtieron en un instrumento básico en muchas salas de conciertos, así como en mansiones privadas. En ese momento tres fabricanes de pianos se establecieron como los líderes del sector en todo el mundo: Bechstein, Blüthner y Steinway & Sons.

### Éxito como fabricante de pianos
En 1880, Bechstein abrió su segunda fábrica de pianos en Berlín y la tercera en 1897 en Berlín-Kreuzberg. Desde la década de 1870 a 1914 las ventas de pianos Bechstein aumentaron considerablemente.
En 1885, Bechstein suministró su primer piano a la Reina Victoria. Entregaron un piano de caja dorado Bechstein al Palacio de Buckingham y, a continuación, varios pianos más fueron entregados al Castillo de Windsor y otras residencias reales. En enero de 1886 entró a formar parte de la Orden Real como proveedor de pianos de la Reina. Muchos otros palacios y salones en Londres fueron los siguientes en seguir el ejemplo real. Varias embajadas británicas de todo el mundo adquirieron pianos Bechstein para sustituir a otros pianos. También en 1885, Bechstein abrió una sucursal en Londres, que con el tiempo creció hasta convertirse en su mayor sala de exposición y distribución en Europa y, a continuación, unos pocos años más tarde, abrió salas de exposiciones en París y en San Petersburgo.
En 1890 se abrieron sucursales en París, San Petersburgo y Londres, donde la empresa gastó 100.000 libras esterlinas para construir Bechstein Hall, junto a su sala de exposiciones de Londres en Wigmore Street 36-40. Se inauguró el 31 de mayo de 1901. 
Carl Bechstein murió en Berlín el 6 de marzo de 1900 y fue enterrado en el Friedhof II der Sophiengemeinde Berlin. La empresa Bechstein continuó sus operaciones bajo la dirección de sus hijos Edwin, Carl y Johannes. Entre 1901 y 1914, C. Bechstein fue el mayor concesionario de pianos en Londres. En ese momento, Bechstein se convirtió en el fabricante oficial de pianos para la zares de Rusia, las casas reales de España, Italia, Suecia, Bélgica, Países Bajos y Dinamarca, y otros miembros de la aristocracia y la realeza. En esos años, la empresa C. Bechstein fue una de las principales encargadas de la fabricación de pianos del mundo, con 1100 artesanos y trabajadores, construyendo cinco mil pianos por año.